# Csák Máté (trencséni tartományúr)
Csák nembeli III. Máté vagy Trencséni Máté (szlovákul: Matúš Čák III, 1260 körül – Trencsén, 1321. március 18. – Trencsén) a Csák nemzetség legismertebb és legnagyobb hatalmú tagja, a III. András magyar király halála utáni trónharcok idején az ország északnyugati részének tartományura. Tartománya a vági területekre, a Tátrára és a bizonyos szomszédos morva területekre terjedt ki. Birtokközpontja Trencsénben volt. Harcolt többek között János cseh király és I. Károly magyar király ellen is. Főlovászmesteri címet 1293–1296 között, nádorit 1296–1297 között és 1302–1309 között és majd tárnokmesterit 1309–1311 között töltött be. Területei feletti uralmát az I. Károly magyar király elleni rozgonyi csatában elszenvedett vereség után is meg tudta őrizni. A 19. században a magyar és a szlovák irodalomban is gyakran a függetlenségi harc szimbólumaként emlegették. Csak halála vetett véget hatalmának 1321. március 18-án.

## Származása
A nagy hatalmú főúr a Csák nemzetségből származott, melynek ősi birtokai a Vértes hegység területén voltak. A Csák nemzetség őse Szabolcs vezér volt, aki több krónikában a hét vezér egyike, aki Árpádot követte a nagyfejedelemségben. Árpád egyik felmenőjének a fia vagy unokája lehetett Szabolcs. Apja Csák nembeli Péter (fl. 1278–1284), nagybirtokos. Az apai nagyapja Csák nembeli I. Máté (fl. 1245–1249), asztalnokmester, tárnokmester, több vármegye ispánja. Nagybátyja Csák nembeli II. Máté (fl. 1283–1284), nádor, erdélyi vajda, szlavón bán.
Mivel (I.) István pozsonyi ispán nevű nagybátyja és (II.) Máté  nádor nevű nagybátyja is leszármazott nélkül hunyt el, ezért mindkét nagybáty tekintélyes területű felvidéki birtokai az apai örökséggel együtt Máté, és testvére, Csák nembeli Csák birtokába kerültek. Így a feltehetően II. Máté által épített Tapolcsány vár központú, Nyitra vármegye északi részén fekvő területek, és az (I.) István által épített Hrussó vár központú, Bars vármegye északi részén fekvő birtokok is a fiúk kezében egyesültek. Az apai örökséget pedig Komárom vármegyei és Pozsony vármegyei birtokok képezték.

## Élete
Csák Máté 1291 nyarán részt vett III. András magyar király által Habsburg Albert osztrák herceg ellen vezetett alsó-ausztriai hadjáratban, melynek során a magyar csapatok Bécsig nyomultak előre. A hadjáratot követően a király lovászmesteri (agasonium regalium magister) címet adományozott neki és pozsonyi ispánná nevezte ki. 1292-ben a Kőszegi testvérek csapatai elfoglalták Pozsony várát, amelyet a király utasítására Máté hadai foglaltak vissza Detrekő várával együtt még abban az évben.
1293-ban erőszakkal megszerezte a Trencsén vármegye délkeleti szélén fekvő Ugróc várát a hozzá tartozó falvakkal együtt. 1296-ban megvásárolta Vöröskő várát. Még ebben az évben megszerezte a nádori és vele együtt a kun bírói címet.
Trencsén vára feltehetően 1297 tavaszán került a birtokába. 1297-ben a Pannonhalmi Bencés Főapátság Nyitra vármegyei birtokait pusztította és vette el erőszakkal.

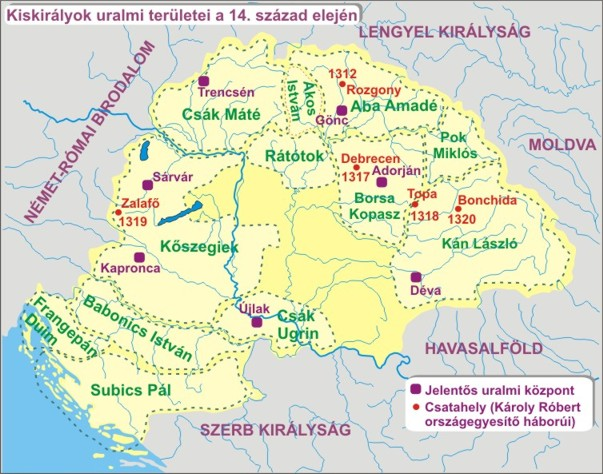
Kiskirályok uralmi területei Magyarországon a 14. század elején

1297 végére hatalmaskodásai miatt ellentétbe került III. András királlyal, aki megfosztotta nádori és pozsonyi ispáni méltóságaitól. A nádor címét a főúr önkényesen szembehelyezkedésük után is megtartotta. A hatalmaskodó Máté ellen III. András a Hontpázmány nemzetségbeli András-fiakat támogatta, akiknek Gímes nevű várát fenyegette a nagyhatalmú főúr erőszakos terjeszkedése. A király elkésett a segítséggel: Máté elfoglalta a várukat és birtokait, a nemzetség két tagját megölte.
Még az évszázad vége előtt (birtokaikkal) elfoglalta az ugyancsak Hontpázmány nembeli Kázmér fiainak öt várát:
- Csejte,
- Rajec,
- Pöstyén,
- Bajmóc,
- Hradec.

1302 körül a Hontpázmány nemzetség Bozóki ágának Litva nevű várát foglalta el.
Csák nevű testvére 1300-as évek elején meghalt. Máté örökölte az ő birtokait is, köztük Appony várát.

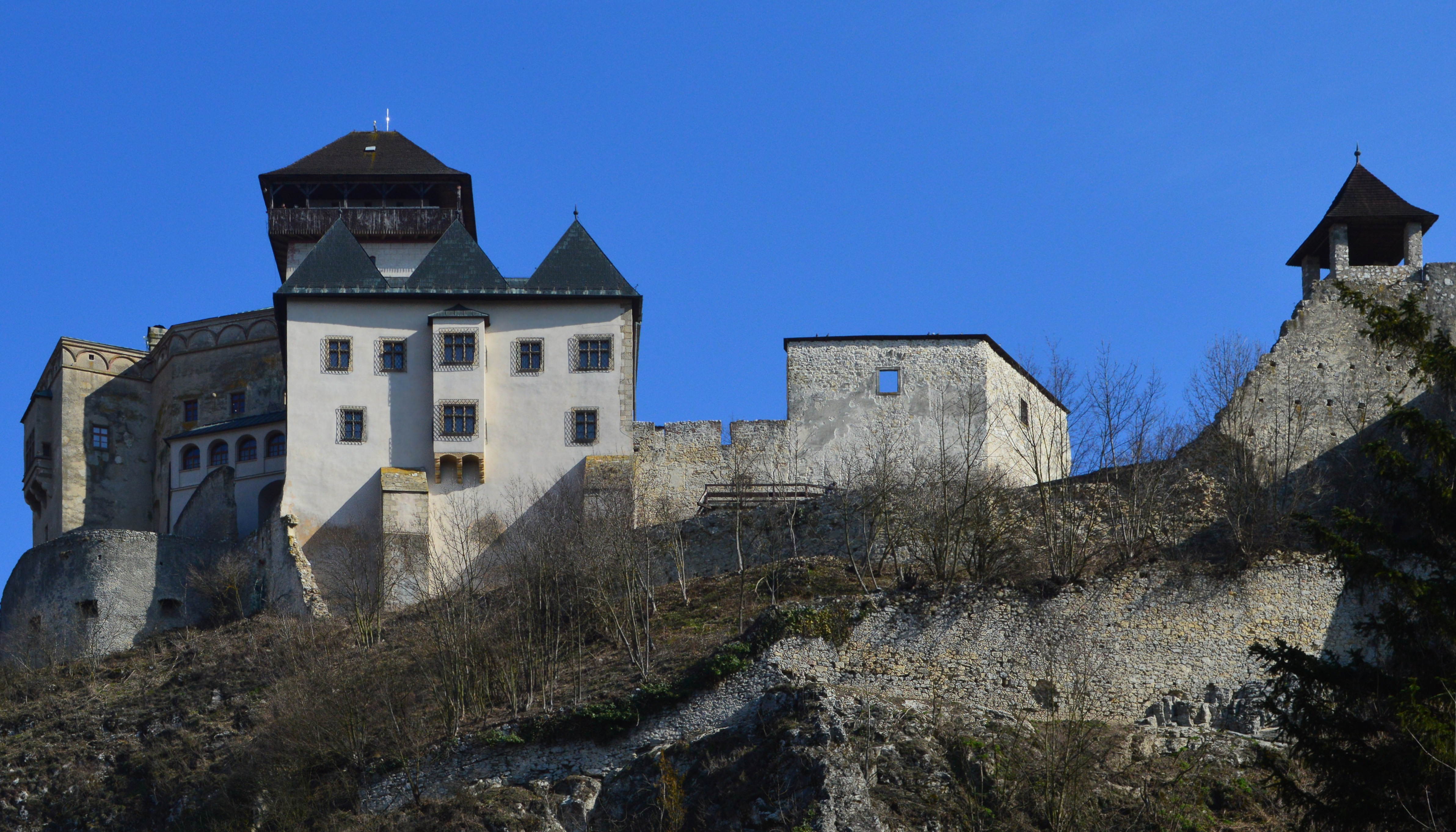
A trencséni vár

A magyar főurak közül elsőként állt az akkor tizenkét éves (Přemysl) Vencel pártjára, és a leendő uralkodót magánhadserege élén vezette be az országba. 1301. augusztus 27-én személyesen részt vett Vencel koronázásán Fehérvárott. A király a támogatásért 1302 elején örökjogon Máténak adományozta Nyitra és Trencsén vármegyét, valamint Bajmóc várát, ezzel részben legalizálva erőszakos foglalásait. Máté hamarosan szembefordult Vencellel is. Látszólag ingadozott a két király között, valójában csak kijátszotta őket egymás ellen (Kristó, p. 64).
Az ifjú Vencel nem tudta magát és uralmát a magyar urakkal elfogadtatni. Fia romló helyzetét látva 1304 közepén apja, II. Vencel cseh király sereggel jött  Magyarországra. Elfoglalta Esztergomot, ahonnan Bői Mihály érsek elmenekült. Ezután bevonult Budára, ahol be kellett látnia, hogy nem tud elég szövetségest fia mellé állítani. Ugyanezt látva Csák Máté is nyíltan szembefordult a csehekkel. Megállapodott a cseh trónra ácsingózó III. Rudolf osztrák herceggel, hogy támogatja őt, ha hadat indít Csehországba. A veszélyt látva II. Vencel augusztus elején fiával és a koronázási jelvényekkel visszaindult Csehországba. Esztergom várát hűséges híveire, a Kőszegiekre bízta (Kristó 1978, 17. o.).
A királyuknak Károly Róbertet akaró magyar egyházi és világi méltóságok 1304. augusztus 24-én Pozsonyban kölcsönös segítségnyújtási szerződést kötöttek Rudolffal a két Vencel ellen. Csák Máté vazallusa, Nagy (avagy Szép) Aba elzárta a Vencelek útját a Nyitra megyei Szenicénél, és hogy tovább tudjanak haladni, meg kellett ostromolniuk a várat.
Az egyezségnek megfelelően az ősszel három sereg:
- Rudolfé
- Károlyé és
- Csák Máté híveié

tört be II. Vencel országába, a Kutná Hora-i ezüstbányákat azonban nem sikerült elfoglalniuk.
A következő évben II. Vencel meghalt, fia pedig egy bonyolult egyezség részeként októberben lemondott a magyar trónról  Ottó bajor herceg javára. A kiürített visegrádi várat Csák Máté csapatai foglalták el Károly Róbert jóváhagyásával. Az oligarcha székhelye ekkor átmenetileg a visegrádi vár lett. Zólyom vármegyét 1306-ban foglalták el csapatai.
1300 és 1308 között birtokába került további fontosabb várak: Zsolnalitva, Budatin, Hricsó, Várna (Varin, Óvár), Drégely, Divény (lerombolta), Gács (lerombolta), Kékkő, Gyarmat, Fülek, Somoskő, Hollókő, Baglyaskő, Nógrádsipek.
Bár látszólag támogatta Károly Róbertet, valójában az országos ünnepségeken egyetlen alkalommal sem vett részt személyesen, csak követei képviselték.
Az 1308-ban Magyarországra érkezett Gentilis bíboros pápai követ közvetítésével már az év november 10-én megegyezett Csák Mátéval az akkor még Kékesnek hívott Pilisszentlászlón, az azóta elpusztult pálos kolostorban.
Máté felesküdött Károlyra, cserébe ő lett a tárnokmester. A tekintélyes, jól jövedelmező tisztség és a már birtokába került királyi birtokok nagy részének megtartása fejében megígérte, hogy a többi idegen kézre került egyházi és királyi birtokat akár fegyveres erővel is visszafoglalja, majd azokat az egyháznak, illetve a királynak visszaszolgáltatja. Az oligarcha összekulcsolt kezét a legátus kezébe adva fogadott hűséget, amelyet békecsókkal erősítettek meg. Eztán a megállapodás dacára tovább portyáztatott Visegrádról Buda felé. Ezáltal nemcsak azt akarta elérni, hogy a budaiakat az ifjú király hűségétől elvonja, hanem magát a királyt és a királynét is megpróbálta hatalmába keríteni. 1311. június 25-én Buda kapujáig törtek előre fegyveres csapatai, és tűzzel-vassal pusztítottak mindent. Károly Róbert Debreceni Dózsa vezetésével csapatokat küldött Máté ellen, de ezek nem vállalták a nyílt összecsapást a számbeli fölényben lévő és jobb fegyverzetű portyázókkal. A király kénytelen volt székhelyét Temesvárra helyezni, mert az ország közepén veszélyes volt maradnia.
1308 és 1311 között birtokába került fontosabb várak:
- Balogvár,
- Lipcse,
- Szucsány,
- Berzence,
- Léva,
- Sirok.

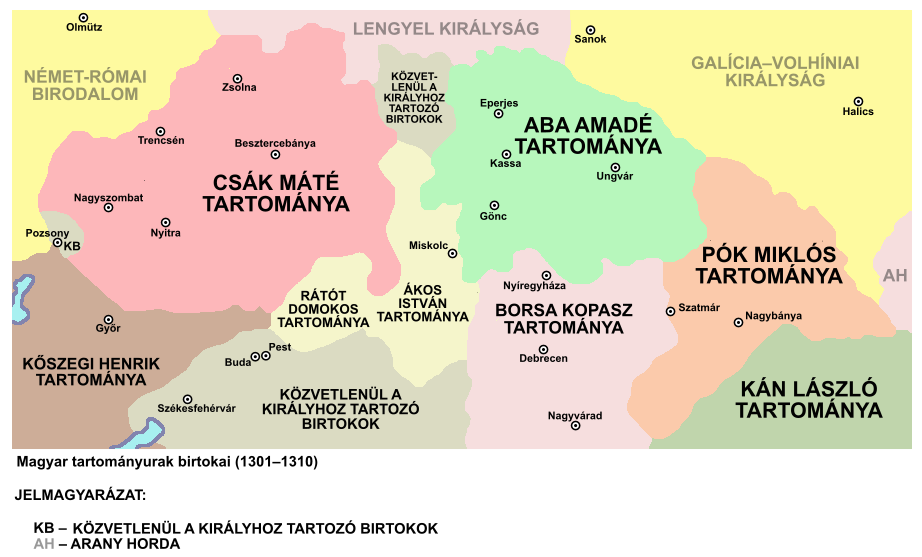
Tartományurak a Felvidéken

1311. július 6-án Gentilis Pozsonyban kiközösített Csák Mátét, akinek minden tisztjét, szolgáját és jobbágyát felmentette a neki fogadott hűség vagy egyéb kötelesség alól, hogy semmiben ne engedelmeskedjenek neki, hanem tíz napon belül hagyják el őt. Azt, aki másként cselekszik és Mátét szóval vagy tettel segíti, az egyház ugyanúgy kiközösíti, még ha az illető püspök vagy érsek is. Ha a kiközösítés ideje alatt elégtétel nélkül hal meg, nem kaphat egyházi temetést, miként Máté sem. Ugyanezen a napon a király leváltotta a tárnokmester tisztéről.
Mátét a kettős ítélet mélyen felháborította, és immár nyíltan szembefordult a királlyal. Ennek megfelelően magát princepsnek, azaz uralkodó hercegnek kezdte címeztetni, és formális hadjáratot vezetett fő ellenfelei:
- a király,
- az esztergomi érsek és
- a nyitrai püspök

ellen. Az esztergomi érsek tulajdonában álló Barsberzence (szlovákul Tekovská Breznica, németül Bresnitz an der Gran)  várát 1312-ben, a nyitrai várat 1317-ben dúlták fel és rabolták ki csapatai.
1311/12-ben volt a főúr hatalma tetőpontján. Közel 20 vármegyét birtokolt és ezeket mintegy 50 vára védte. Már Aba Amadé fiainak csatlakozása (behódolása) előtt szervilisei között volt az Aba nemzetség három ága:
- Galgóci-ág,
- Csobánka-ág és
- Borh-Bodon ág.

Neki szolgált az ugyancsak nagy múltú Kacsics nemzetség több ága és még sok kis-, illetve középnemes (köztük a később elhíresülő Záh Felicián — köztük mintegy ezer fegyverforgató férfi, akik kötelesek voltak a meghirdetett hadfelkeléseken személyesen részt venni. A zsoldosok között főleg 1312 első felében nőtt meg a csehek száma, ekkor ugyanis a Máté tartományuraságával határos Morvaországban Luxemburgi János cseh király leverte a morva urak lázadását, és a vesztesek maradék csapataikkal átmenekültek Mátéhoz (Kristó 66–67.).
Magyarországon azonban 1311 őszére azonban Kán László kivételével minden tartományúr a király mögé sorakozott fel, és Károly Róbert ezzel a széles összefogással indult volna a Felvidékre, hogy megtörje a tartományúr hatalmát. Az évből hátralévő rövid időben nem ért el értékelhető eredményt, ezért 1312 tavaszára országgyűlést hívott össze, hogy az „hivatalos” háborút hirdessen Máté ellen — ekkor azonban a kassai incidens miatt először az Abák ellen kellett fordulnia (Kristó 66–67.).
Az Abák értelemszerűen Csák Mátétól kértek segítséget, és mélyen megalázkodva vállalták, hogy belépnek annak famíliájába (Kristó 1978, 67. o.). Máté kedvelt hadvezére, Nagy Aba vezetésével 1500 nehézlovast küldött az Abák segítségére, az oligarchák hadai azonban a rozgonyi csatában vereséget szenvedtek a királytól.

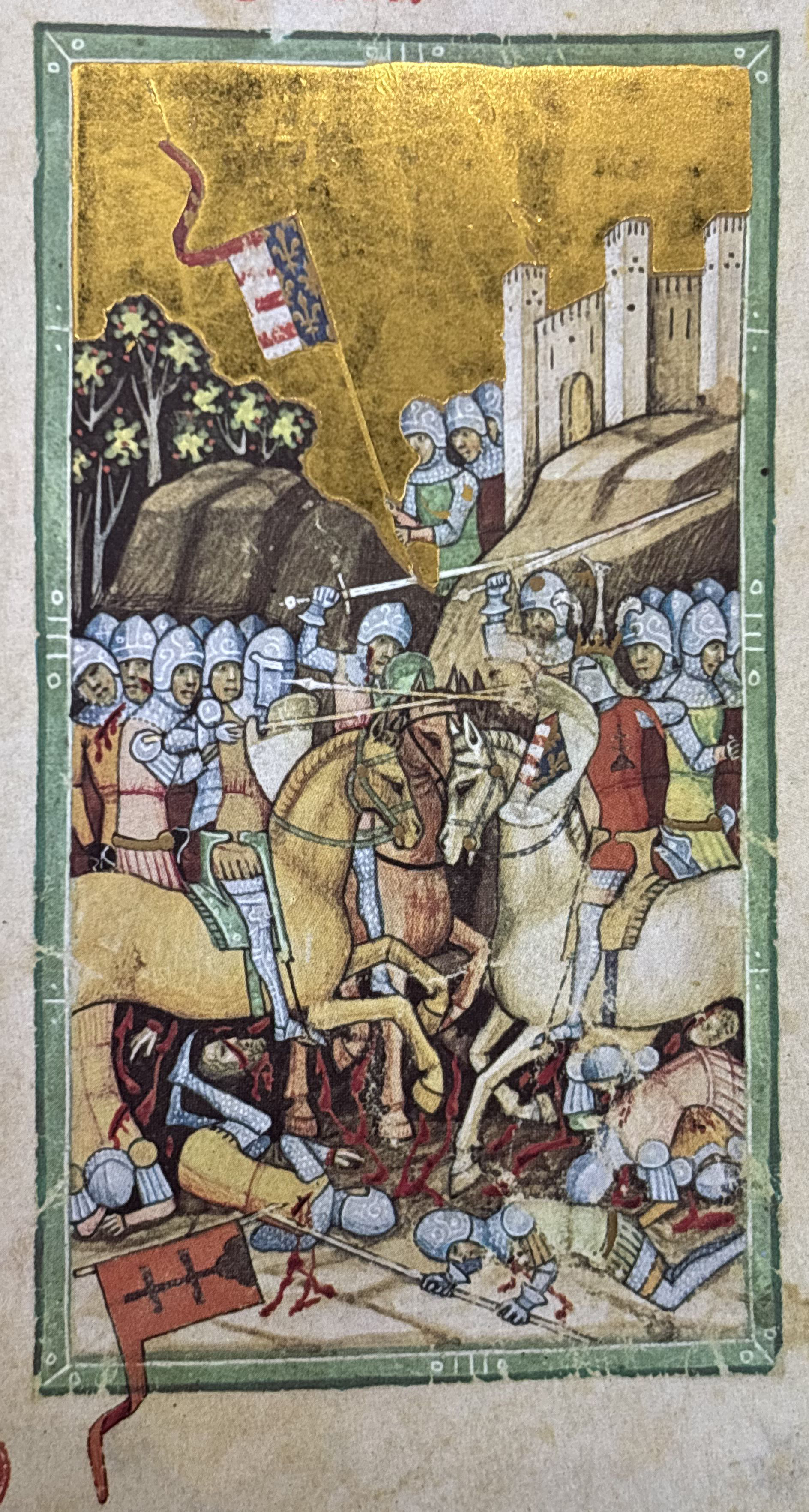
A rozgonyi csata illusztrációja a Képes krónikából

Ezután Máté befolyása csökkenni kezdett, de a király haláláig nem tudta térdre kényszeríteni. 1313-ban még Ibur fia István vezette csapatai még megostromolták Buják várát, de a felmentő sereg ezúttal időben érkezett. 1315-ben, amikor Csák Máté János cseh királlyal keveredett háborúságba és a Morva menti várak (Veselí, Holics) védelme kötötte le haderejét a Szécsényi Tamás vezette királyi had véres ostrommal vissza tudta foglalni  Visegrádot.
1312 és 1321 között mindössze hét várat sikerült a királyi hadaknak visszafoglalniuk az oligarchától, Komárom várát például csak két hónapi kemény ostrom árán, 1317-ben. A királyi székhelyet Károly Róbert csak Csák Máté halála után két évvel tudta visszahelyezni az ország közepébe.

## Uralma
Csák Máté uradalma már a rozgonyi csata előtt fokozatosan fejlődött, és 1311 körül érte el legnagyobb területi kiterjedését. Ekkor már a királyság 14 vármegyéje és mintegy 50 vára volt az ő és hívei uralma alatt.
1297 körül a király udvarához hasonlóan saját udvart szervezett, és a 14. század eleji oligarchákhoz (pl. Aba Amadé, Kőszegi Miklós) hasonlóan bitorolta a királyi előjogokat birtokain. Így lett birtokának de facto uralkodója, és a királytól függetlenül kötött szövetségeket. Nem volt hajlandó elfogadni a királyhoz intézett fellebbezéseket a döntései ellen, és megtagadta, hogy a követelőket birtokba adja a király által nekik adott földeket a területén. A helyi földbirtokosok egy része ugyan nem akarta elfogadni Máté uralmát, de előbb-utóbb el kellett hagyniuk birtokukat.

## A szlovák romantikus mozgalomban
Csák Máté a 13–14. században jelentősen befolyásolta a mai Szlovákia regionális történetét. Egyéb tevékenysége mellett több új települést alapított, főként trencséni kerületben, emellett támogatta a városépítést. A függetlenségi szint, amelyet a csehországi (különösen Morvaországgal) való kapcsolataival együtt elért, pozitívan befolyásolta a helyi szlovák ajkú nemesség fejlődését is. Viszonylag rövid uralma ellenére (volt) birtokát már a 14. században Máté földjének (terra Matthei) hívták. Ez a felfogás egészen a 15. századig fennmaradt, amikor is az egyének a Magyar Királyság hivatalos közigazgatási felosztása vagy települései helyett még Máté földjéről vallották származásukat.
Ez később a 19. századi szlovák nemzeti megújulásban is megmutatkozott. Bár személyiségét az idősebb szlovák értelmiségi generáció ismerte, a nemzeti mitológia alanyává csak Ľudovít Štúr korában vált. Csák Máté motívumát 1836–37-ben Alexander Boleslavín Vrchovský szlovák jogász vezette be. Ezt követően számos szlovák költő és író foglalkozott a témával. A 19. század romantikus nemzeti beszédében szlovák nemzeti hősként, a szlovák érdekek védelmezőjeként és/vagy koronázatlan szlovák királyként fogták fel. Csák Máté és „birodalma” a szlovák függetlenség szimbólumává vált azzal a céllal, hogy történelmi örökségét kisajátítsa a formálódó Szlovákia nemzeti állama számára. Ľudovít Štúr, a szlovák nemzeti újjászületés korszakának legkiemelkedőbb személyisége Trencséni Matús című versében a szlovák érdekek bajnokaként mutatta be, akik a Nagy-Morvaország örökségére építenek, előrevetítve, hogy a szlovák nemzet "egy nap szabad lesz".
Az ilyen idealizált nézetet azonban csak a szlovák értelmiségiek egy szűk csoportja kedvelte, és a hétköznapi emberek (a legtöbb esetben) nem fogadták el. Csák Máté szlovák nemzeti hősről alkotott elképzelését már a 19. század második felében és a 20. század elején a szlovák értelmiség kritikusan gondolkodó tagjai (Jonáš Záborský, Július Botto) erodálták, végül 1923-ban vetett véget neki a szlovák történész, Jozef Škultéty. Hasonló nézeteket a modern kritikai szlovák történetírás is elutasít, és a szlovák történelmi emlékezetben Csák Máté egyszerűen feudális mágnásként, nevezetes regionális személyiségként és „Vág és Tátra urának” tekinthető.

## Megítélése
Bár soha nem lett király, nagyon gazdag és befolyásos magyar főnemesként gyakorlatilag a mai Szlovákia jelentős területein uralkodott a 14. század elején. Tizennégy megyét birtokolt, 50 kastélya és erődje volt a mai Szlovákia középső és nyugati területein. Mintegy 5000 fős serege főleg idegen (elsősorban cseh) zsoldosokból állt — a független szlovák állam megteremtésének szándékát sugalló történészek vélekedésével szemben.
Saját pénzt is veretett, és udvartartásában ugyanazon rangokat használta, és ugyanazon előjogokkal élt, mint a magyar király. Gazdaságpolitikáját azonban a rablógazdálkodás jellemezte: nem figyelt a pénzgazdálkodás érdekeire, a kereskedelemre, a bányaművelésre és az árutermelésre sem. A király jogkörét bitorolva számos alkalommal vetett ki rendkívüli adókat. Jövedelmének jelentős részét a hadsereg fenntartására fordította. Hosszú távon valamennyi társadalmi réteg tartományúri hatalmának megszüntetésében volt érdekelt. Hatása nem volt tartós, Trencsénben halála (1321) után „birodalma” is elpusztult.
Történelmi szerepének elemzésébe új színt hozott a csehszlovák nacionalista propaganda, amely az egységes, független Szlovákia megteremtésére tett első kísérletként értelmezi Csák Máté működését. Ezt az elméletet történelmi és demográfiai adatok nem támasztják alá. Vezetésének stílusát szabadságharcos helyett inkább despotikusnak, kalandornak nevezhetnénk.